# Graham Leggat
Graham Leggat (ur. 20 czerwca 1934 w Aberdeen, zm. 29 sierpnia 2015 w Toronto) – szkocki piłkarz występujący na pozycji pomocnika, a także trener.

## Kariera klubowa
Leggat karierę rozpoczynał w 1953 roku w zespole Aberdeen, z którym w sezonie 1954/1955 zdobył mistrzostwo Szkocji. Jego zawodnikiem był do 1958 roku. Następnie przeszedł do angielskiego Fulham, grającego w Division Two. W sezonie 1958/1959 awansował wraz z nim do Division One. W lidze tej zadebiutował 22 sierpnia 1959 w przegranym 0:4 meczu z Blackburn Rovers. W Fulham występował do 1966 roku.
Potem grał w drużynach Birmingham City (Division Two), Rotherham United (Division Three), Bromsgrove Rovers, a także Toronto Metros. W 1971 roku zakończył karierę.

## Kariera reprezentacyjna
W reprezentacji Szkocji Leggat zadebiutował 14 kwietnia 1956 w zremisowanym 1:1 meczu British Home Championship z Anglią, w którym strzelił też gola.
W 1958 roku został powołany do kadry na mistrzostwa świata. Zagrał na nich w spotkaniach z Jugosławią (1:1) i Paragwajem (2:3), a Szkocja zakończyła turniej na fazie grupowej.
W latach 1956–1960 w drużynie narodowej Leggat rozegrał 18 spotkań i zdobył 8 bramek.